# Mimosema
Mimosema is een geslacht van vlinders uit de familie van de spanners (Geometridae). De wetenschappelijke naam van de soort is voor het eerst geldig gepubliceerd in 1901 door William Warren. Hij beschreef toen tevens de eerste soort, Mimosema imitans afkomstig uit Chiriquí in Panama. M. imitans is een junior synoniem van Mimosema sobrina (Druce, 1899). Herbert Druce beschreef die oorspronkelijk onder voorbehoud als de nieuwe soort Anisodes(?) sobrina, afkomstig van de vulkaan Irazú in Costa Rica.

## Soorten
- Mimosema consociata (Schaus, 1911) - Costa Rica
- Mimosema dorsilinea Warren, 1906 - Peru
- Mimosema flexa Warren, 1904 - Peru
- Mimosema fulvida Dognin, 1913 - Colombia
- Mimosema lobata Dognin, 1912 - Colombia
- Mimosema sobrina (Druce, 1899) – Costa Rica, Panama
- Mimosema venata Warren, 1907 - Peru
- Mimosema venipunctata Dognin, 1911 - Colombia
- Mimosema versilinea Dognin, 1911 - Colombia